# 加斯里 (密蘇里州)
加斯里（英語：Guthrie）是位於美國密蘇里州卡勒韋縣的非建制地區。

## 歷史
加斯里的郵局於1874年設立，其後於1954年停運。

## 地理
加斯里所處的海拔為高於海平面260米（即853英呎），而該地所採用的時區為UTC-6，即北美中部時區（CST）。同時該地設有夏令時間，為UTC-6調快一小時，即UTC-5（CDT）。